# Kroniki Spiderwick (seria powieści)
Kroniki Spiderwick – seria powieści fantasy napisana przez Holly Black i Tony’ego DiTerlizzi. Polskim wydawcą jest Egmont Polska. Serię tłumaczy Zuzanna Naczyńska. Na podstawie serii powstał film.

## Na serię składają się
(seria z 5 książek)
- Przewodnik terenowy, 2004 (The Field Guide, 2003)
- Kamienne oko, 2004 (The Seeing Stone, 2003)
- Sekret Lucindy, 2005 (Lucinda's Secret, 2003)
- Żelazne drzewo, 2005 (The Ironwood Tree, 2004)
- Gniew Mulgarata, 2005 (The Wrath of Mulgarath, 2004)

### Kontynuacje
(seria z 3 książek)
- Pieśń Niksy, 2008 (The Nixie's Song, 2007)
- Olbrzymi problem, 2010 (A Giant Problem, 2009)
- Król Wyrmów, 2010 (The Wyrm King, 2009)